# Sae-Paunkülakanalen
Sae-Paunkülakanalen är en 10,4 kilometer lång kanal i centrala delen av Estland. Den förbinder floderna Jägala jõgi och Pirita jõgi. Större delen av kanalen ligger i landskapet Harjumaa, men sammanflödet med Jägalafloden ligger i Järvamaa. Sammanflödet med Piritafloden är i Paunkülareservoaren. 